# Rhizoecus totonicapanus
Rhizoecus totonicapanus är en insektsart som först beskrevs av Hambleton 1946.  Rhizoecus totonicapanus ingår i släktet Rhizoecus och familjen ullsköldlöss.
Artens utbredningsområde är Guatemala. Inga underarter finns listade i Catalogue of Life.